# Espérance Nyirasafari
Espérance Nyirasafari là một luật sư và chính trị gia người Rwanda, người từng giữ chức bộ trưởng nội các tại Bộ Thể thao và Văn hóa, có hiệu lực từ ngày 18 tháng 10 năm 2018. Trước đó, từ ngày 5 tháng 10 năm 2016 đến ngày 18 tháng 10 năm 2018, bà là Bộ trưởng Xúc tiến Giới tính và Gia đình] (Migeprof).

## Hoàn cảnh và giáo dục
Bà được sinh ra ở Rwanda cho cha mẹ Rwandan; cả hai đều bị giết trong cuộc diệt chủng Rwanda năm 1994, khi Espérance Nyirasafari vẫn còn trẻ.

## Sự nghiệp
Năm 2009, bà giữ chức thư ký thường trực trong bộ tư pháp Rwanda. Vào thời điểm bổ nhiệm bộ trưởng, vào ngày 5 tháng 10 năm 2016, bà được báo cáo là thành viên của Quốc hội Rwanda. Bà thay thế Diane Gashumba làm bộ trưởng tại Migeprof, người trở thành Bộ trưởng Bộ Y tế Rwanda. Trong cuộc cải tổ nội các ngày 31 tháng 8 năm 2017, Espérance Nyirasafari giữ lại danh mục đầu tư của mình tại Migeprof. Là bộ trưởng nội các, bà ủng hộ sự tôn trọng lẫn nhau giữa các cặp vợ chồng để thúc đẩy sự hòa thuận trong gia đình.
Trong cuộc cải tổ nội các vào ngày 18 tháng 10 năm 2018, Espérance Nyirasafari được bổ nhiệm làm Bộ trưởng Bộ Thể thao và Văn hóa. bà tham gia nội các được cải tổ của Tổng thống Paul Kagame, người đã giảm các thành viên của nội các từ 31 xuống 26. Nội các là 50% phụ nữ. làm cho Rwanda, với Ethiopia, hai quốc gia châu Phi duy nhất có bình đẳng giới trong chính phủ của họ.

## Cá nhân
Espérance Nyirasafari là một người mẹ đã kết hôn.